# Hutní montáže
Hutní montáže, a.s. (do 1. listopadu 2005 Hutní montáže Ostrava, a.s.) je český průmyslový podnik z Ostravy věnující se výstavbě a kompletaci hutních prvků na rozsáhlých stavebních objektech.  Na přelomu let 2010 a 2011 patřil mezi největší české společnosti zaměřené na montáže, opravy a údržbu průmyslových či energetických celků a infrastruktury. Společnost se podílela například na budování bratislavského mostu SNP či na rekonstrukci tepelné elektrárny Tušimice. Zakázky zpracovával také v zahraničí, když například montoval most Apollo přes řeku Dunaj v Bratislavě.

## Historie
Založen byl roku 1953. Na počátku 21. století vlastnilo společnost uskupení Vítkovice Machinery Group (VMG) podnikatele Jana Světlíka, které v roce 2017 Hutní montáže prodalo společnosti E-Invest vlastněné Martinem Ulčákem. Po jeho úmrtí se majitelkou skupiny stala vdova po zemřelém Jiřina Ulčáková, jež Hutní montáže na začátku roku 2025 prodala firmě Geosan.